# پاتریزیو پاسکوچی
پاتریزیو پاسکوچی (انگلیسی: Patrizio Pascucci؛ زادهٔ ۲۵ نوامبر ۱۹۸۵) بازیکن فوتبال است.